# Václav Klíma
Václav Klíma (* 16. února 1961) byl český a československý politik a bezpartijní poslanec Sněmovny lidu Federálního shromáždění po sametové revoluci.

## Biografie
Profesně je k roku 1990 uváděn jako horník Uranových dolů Příbram, bytem Příbram.
V lednu 1990 zasedl v rámci procesu kooptací do Federálního shromáždění po sametové revoluci do Sněmovny lidu (volební obvod č. 29 - Příbram, Středočeský kraj) jako bezpartijní poslanec. Ve Federálním shromáždění setrval do konce funkčního období, tedy do svobodných voleb roku 1990.